# 3Com

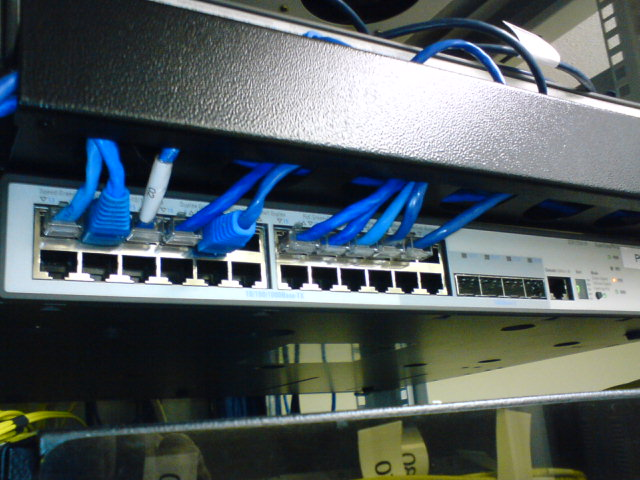
Switch 24 ports 3Com

3Com, créée en 1979 par  Robert Metcalfe, était une société spécialisée dans les équipements réseau disparue en 2010. Son sigle signifie  « Computers, Communication et Compatibility ».
Spécialisée à l'origine dans les adaptateurs réseau, 3Com a développé plusieurs solutions de communication pour les systèmes informatiques qui lui ont permis de s'orienter sur les marchés des serveurs, des stations de travail et des ordinateurs personnels. Menacée de rachat en 1986, la société retournera la situation en procédant à de nombreuses acquisitions entre 1987 et 2000. Elle a notamment fusionné avec U.S. Robotics, spécialisée dans les modems, qui avait racheté Palm, Inc. en 1995.
Entre 1990 et 2000, 3Com est dirigée par le Français Éric Benhamou qui cherche à développer le secteur des assistants personnels. Après avoir abandonné l'activité des modems et des équipements réseau haut de gamme, 3Com s'est recentré sur les cartes réseau tout en poursuivant sa politique d'acquisition. En 1999, elle rachète NBX, fabricant de téléphones par Ethernet, puis en 2000 Kerbango, spécialisée dans les récepteurs de radio par Internet. 3Com cherche alors à innover avec sa gamme Ergo Audrey, des communicateurs personnels conçus pour la maison. Mais c'est un échec. En 2000, les marques Palm et U.S. Robotics deviennent des entités indépendantes. Plusieurs filiales sont vendues les années suivantes.
Le 28 septembre 2007, 3Com accepte l'offre d'achat de Bain Capital et de Huawei Technologies pour un montant de 2,2 milliards de dollars,,. Le 11 novembre 2009, Hewlett-Packard annonce qu'il veut acquérir 3Com pour la somme de 2,7 milliards de dollars américain,, opération qu'il concrétise le 12 avril 2010. Le titre est retiré de la cotation en 2010.

## Produits
- Carte réseau, switches, pare-feu
- Routeurs WAN (Wide Area Network)
- Produits de connectivité et adaptateur pour points d'accès sans-fil, voir Wireless application protocol
- Passerelle d'accès internet
- Application de gestion des équipements réseau
- En téléphonie : application de Voix sur réseau IP incluant PBX (Private automatic Branch eXchange) et CTI (Computer telephony integration, voir Couplage téléphonie-informatique) et SIP (Session Initiation Protocol)
- Modem